# Luo Honghao
Luo Honghao (罗宏浩S, LuōhónghàoP; Nanchang, 31 gennaio 2000) è un giocatore di snooker cinese.

## Carriera
All'età di 11 anni, Luo sceglie di diventare un giocatore di snooker al posto di intraprendere la carriera da pianista, a cui il cinese dedica comunque molto spazio nel tempo libero.
Dopo aver perso la finale del Campionato del mondo Under-21 nel 2017 contro il connazionale Fan Zhengyi, Luo vince nel 2018 il WSF Championship, conquistando così un posto tra i 128 professionisti per la stagione 2018-2019 e la 2019-2020. Ancor prima di iniziare la sua carriera professionistica Luo, dopo aver partecipato ad alcuni tornei cinesi, ottiene un ottimo terzo turno al China Open 2018, venendo sconfitto da Tom Ford per 6-2, dopo aver vinto i match contro Anthony McGill e Duane Jones e i turni di qualificazione ai danni di Basem Eltahhan e Stuart Carrington.

### Stagione 2018-2019
Dopo aver mancato la qualifica al Riga Masters e al World Open, il cinese debutta come professionista al China Championship, perdendo al primo turno contro Gary Wilson per 5-2. Poche settimane dopo, Luo effettua un grande cammino all'English Open, battendo inaspettatamente Neil Robertson 4-2 agli ottavi, prima di essere eliminato dal campione in carica Ronnie O'Sullivan ai quarti per 5-3. La stagione prosegue in modo discreto per il cinese, che prende parte a numerosi eventi vincendo i turni di qualificazione. A fine annata riesce sorprendentemente a qualificarsi per il Campionato mondiale, dopo aver battuto Marco Fu, Robbie Williams e Tom Ford nei turni preliminari. Il cammino di Luo al Crucible Theatre di Sheffield per la fase finale del torneo, dura però poco o niente: il cinese viene infatti sconfitto al primo turno da Shaun Murphy, che lo demolisce 10-0, con Luo che mette a segno solo 89 punti in tutto il match, record negativo. Prima di allora nel primo turno al Crucible, solo John Parrott era riuscito a dare il cappotto all'avversario, dopo aver battuto Eddie Charlton nel Campionato mondiale 1992.

### Stagione 2019-2020
Luo inizia la stagione 2019-2020 raggiungendo i quarti al Riga Masters, dove viene battuto da Kurt Maflin. Nel corso del torneo riesce anche a battere il tre volte campione del mondo Mark Williams al secondo turno, con il punteggio di 4-1. Il gallese si riprende in seguito la rivincita al secondo turno del China Championship, sconfiggendo il giovane cinese 5-3. Allo Shoot-Out arriva fino al terzo turno, perdendo contro Billy Joe Castle la partita.

## Ranking[17]
| Stagione  | Ranking iniziale | Ranking finale |
| --------- | ---------------- | -------------- |
| 2018-2019 | Non classificato | 81             |
| 2019-2020 | 70               | 61             |
| 2020-2021 | 61               |                |